# A Spiderwick krónikák (film)
A Spiderwick krónikák (eredeti cím: The Spiderwick Chronicles) 2008-ban bemutatott amerikai fantasyfilm, melyet Mark Waters rendezett, az azonos című könyvsorozat filmes adaptációjaként. 
Az Amerikai Egyesült Államokban 2008. február 15-én, Magyarországon 2008. március 20-án mutatták be a mozikban a UIP-Dunafilm forgalmazásában.

## Cselekmény
A történetben három gyerek, Jared, Simon és Mallory Grace az anyjuk unokatestvérének házába érkeznek. Itt az üknagybácsijuk titkos dolgozószobájában megtalálják a manók könyvét. A könyv segítségével manókkal, koboldokkal találkoznak. Egy óriás, Mulgarath minden áron meg akarja szerezni a könyvet. Megpróbálják elégetni az útmutatót, de az nem gyullad meg. Elmennek Lucinda nénihez egy elmegyógyintézetbe, de ott a könyv egy részét ellopják a koboldok. Mulgarath megtalálja a ház körüli védővarázslat megtöréséhez szükséges "receptet". A gyerekek nehéz helyzetben vannak: meg kell védeniük a házukat.

## Szereplők
| Színész            | Szerep                  | Magyar hang     |
| ------------------ | ----------------------- | --------------- |
| David Strathairn   | Arthur Spiderwick       | Czvetkó Sándor  |
| Sarah Bolger       | Mallory Grace           | Bánlaky Kelly   |
| Freddie Highmore   | Jared Grace/Simon Grace | Penke Bence     |
| Mary-Louise Parker | Helen Grace             | Györgyi Anna    |
| Nick Nolte         | Mulgarath               | Kristóf Tibor   |
| Joan Plowright     | Lucinda Spiderwick      | Győry Franciska |
| Seth Rogen         | Röffenet hangja         | Besenczi Árpád  |
| Andrew McCarthy    | Richard Grace           | Bordás János    |
| Martin Short       | Nyüsszentyű hangja      | Józsa Imre      |